# Paul Postuma

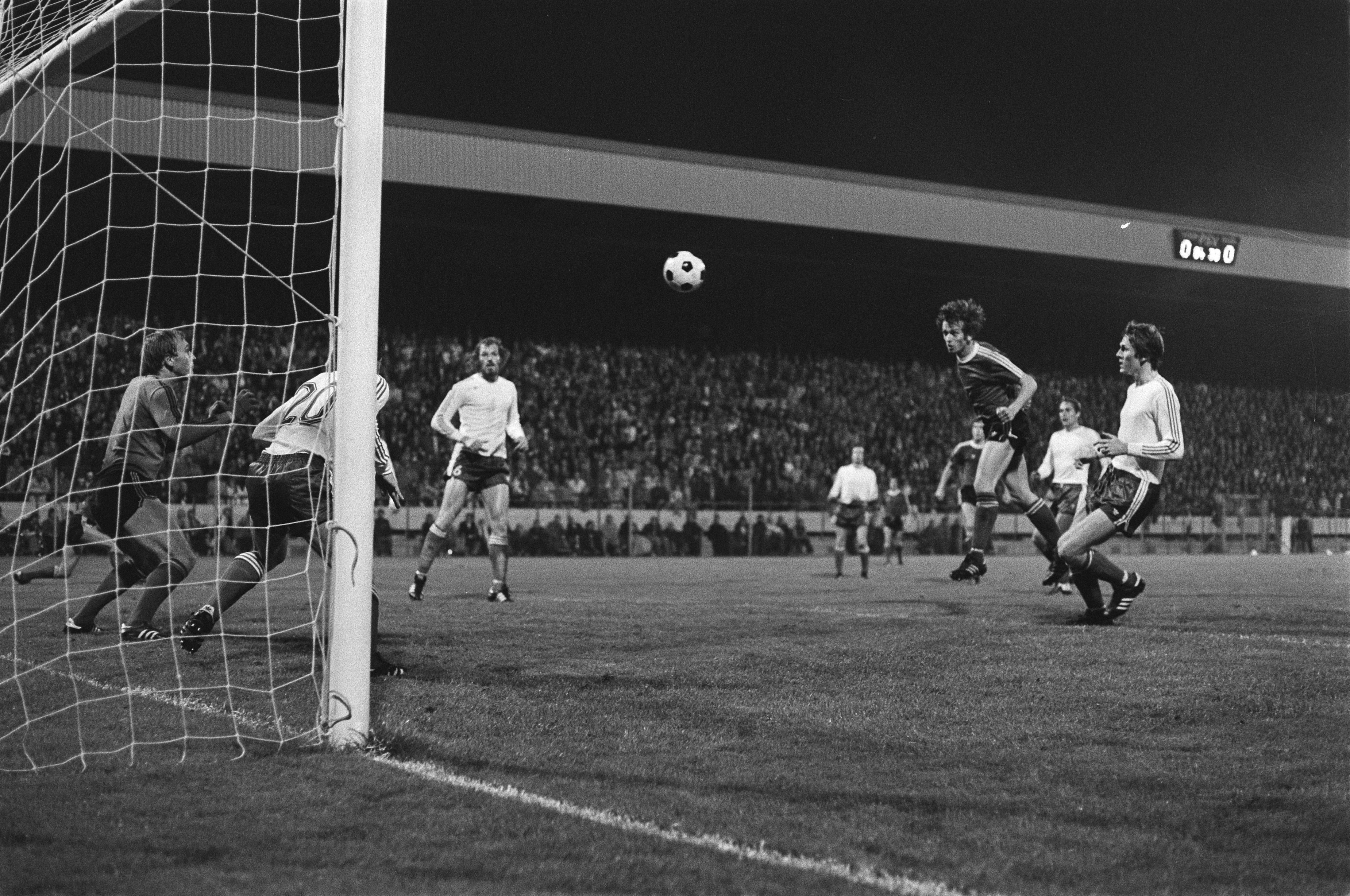
Paul Postuma (koppend) in 1976

Paul Postuma ( Helenaveen,  22 januari 1956), is een Nederlands voormalig voetballer.
Postuma begon met voetballen bij amateurclub DOSL en stapte later (in 1976) over naar PSV. Van 1973 tot 1981 speelt Postuma 99 competitiewedstrijden en scoort 39 keer. Wel komt hij in het seizoen 1975-1976 voor FC Eindhoven uit onder trainer Rinus Gosens. Bij PSV speelt Postuma als vleugelspits tussen 1976 en 1981, en in Europees verband speelde hij 14 wedstrijden, waarin hij een keer scoorde: die treffer scoorde hij in 1978 in de halve finale van de UEFA-Cup tegen Barcelona - hij scoorde de 3-0 en wint later in dat jaar de UEFA-Cup met PSV, na een overwinning in de finale op het Franse SC Bastia. In 1981 vertrekt Postuma van PSV naar het Belgische Berchem Sport, en hij speelt daarna nog voor Lierse.